# Днепровский металлургический завод

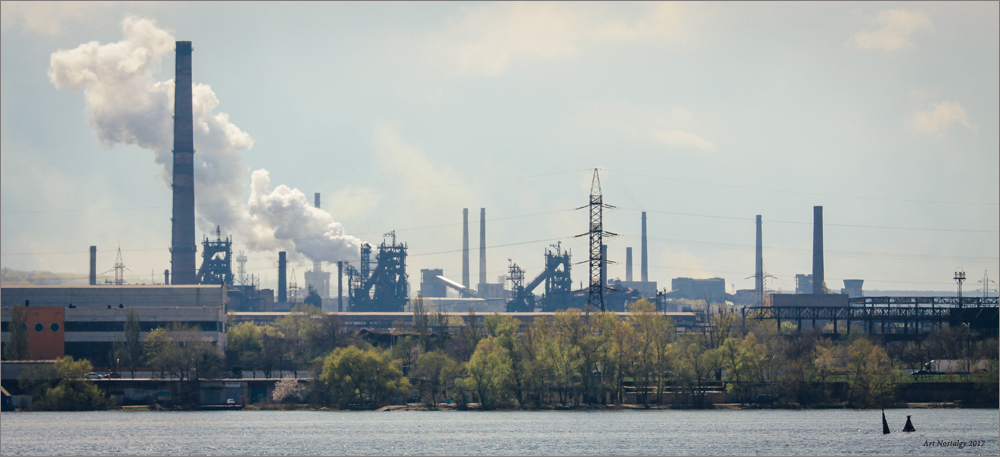
ДМЗ

Днепровский металлургический завод (ранее Днепропетровский металлургический завод им. Петровского) — одно из крупнейших промышленных предприятий Днепра, Украины и СССР.

## История

### 1887—1917
Строительство Александровского Южно-Российского железоделательного и железопрокатного завода акционерного общества Брянского завода в Екатеринославе началось в мае 1885 года.
Строительство завода поручили инженеру-технологу А. М. Горяинову, который и стал первым директором завода. Известные в Российской империи акционеры П. И. Губонин и В. Ф. Голубев сумели привлечь и поставить на службу отечественной металлургии и трубной промышленности франко-бельгийские капиталы.
22 мая 1887 года в эксплуатацию была введена первая доменная печь завода производительностью 100 тонн металла в сутки.
В сентябре 1887 года была открыта небольшая чугунолитейная мастерская для отливки изделий из чугуна. Весной 1888 года Брянское акционерное общество приступило к строительству бессемеровской и сименс-мартеновских сталелитейных мастерских, началось сооружение рельсовой, листопрокатной и железнодорожной мастерских с 32 пудлинговыми печами и отделением прокатки универсального широкополосного и сортового железа.
22 мая 1888 года первую плавку дала вторая доменная печь, а в октябре — начали осуществлять прокатку металла на мелкосортных и среднесортных станах завода. 17 апреля 1890 года было начато строительство третьей доменной печи, которая сдана в эксплуатацию в 1891 году. В 1890 году завод выплавил 3165844 пуда чугуна (50650 тонн).
В это же время начинается строительство мостового отделения и осваивается производство канализационных труб.
В июне 1894 года была заложена и введена в строй доменная печь № 4. Предприятие уже имело законченный металлургический цикл с производством кокса, чугуна, стали литой и фасонной, сортового железа, рельсов различных марок, железнодорожных креплений, мостов, труб и других металлических изделий.
В 1894 году на заводе начал действовать марксистский кружок, на основе которого в 1897 году был создан екатеринославский «Союз борьбы за освобождение рабочего класса».
В 1903 году на заводе был установлен паровой гудок (ранее, начало и конец рабочего дня отбивали ударами в колокол), который стал исполнять функции главных городских часов (по нему сверяли ход часов во всём городе).
В революции 1905—1907 годов принимали участие семь тысяч из десяти тысяч рабочих завода.
В 1913 году, накануне Первой мировой войны, завод производил чугун, сталь, различные готовые изделия из них; имел 10 паровых машин, 6 газовых и 5 паровых турбин (общая мощность — 41,3 тыс. л. с.); число рабочих — 8166 чел., стоимость годового производства — 22.8 млн руб., годовой объём выпускаемой продукции — около 69,2 млн пудов (2-е место на Юге России после Днепровского завода Южно-Русского Днепровского металлургического общества). При заводе были механическая и химическая лаборатории, электрическая станция, собственные железные рудники, пожарное депо. В заводском посёлке имелись 51 дом для служащих и 3 общежития для рабочих (остальные жили в наёмных квартирах). С 1893 при заводе действовали общество потребителей, больница на 40 коек, аптека. 2-классная школа (в 1913 свыше I тыс. учеников).
В 1915 завод имел 5 доменных печей (самая крупная могла производить до 22 тыс. пудов передельного чугуна в сутки). Сталелитейное производство происходило в бессемеровском и мартеновских цехах. Мартеновские печи давали мягкое сортовое железо и самую высококачественную специальную сталь: снарядную, орудийную, самозакаливающуюся инструментальную. В годы войны завод изготавливал чугун всех сортов, ферромарганец и ферросилиций, литые и обжатые болванки, железо сортовое, листовое и универсальное; рельсы железнодорожные, трамвайные и рудничные, балки, швеллера; катаную проволоку; чугунные трубы и фасонные части к ним, машинное литьё, мосты, резервуары и баки, доки; продукцию вспомогательного назначения — шлаковый кирпич, доменный, железо-цемент и пр. В 1915 производство стали доходило до 40 тыс. пудов в сутки; производительность рельсового стана составляла 35 тыс. пудов в сутки, проволочно-прокатного стана — 13 тыс. пудов в сутки, листового прокатного стана — 12 тыс. пудов в сутки. Специально для военных нужд на рельсовом стане производилось значительное количество специальных сортов стали разных профилей для постройки военных судов н производства снарядов.
К началу войны на предприятии было занято 10 тыс. рабочих. К концу 1916 на заводе осталась примерно треть рабочих со стажем свыше трёх лет. Осенью 1915 около 300 рабочих железопрокатного цеха А Ю.-Р. з. бросили работу и пришли к главной конторе с требованиями повысить заработную плату. отменить сверхурочные часы, улучшить технику безопасности, однако под угрозой предания военно-полевому суду бастующие отступили.
К 1917 году на заводе работали 6 доменных, 8 мартеновских печей, 9 прокатных станов (в том числе 5 сортовых), 3 бессемеровских конвертера, вспомогательные и ремонтные цеха.

### 1918—1991
27 декабря 1917 [9 января 1918] по призыву Екатеринославского городского комитета РСДРП(б) в Екатеринославе началось вооружённое восстание против УНР. Штаб восстания был размещён на заводе, из рабочих которого были сформированы отряды Красной гвардии. После того, как ультиматум гайдамаков сдать оружие был отклонён, гайдамаки обстреляли завод из артиллерийских орудий. К вечеру 27 декабря 1917 отряды Красной гвардии из рабочих Брянского завода и других предприятий города перешли в наступление и после короткого боя в рабочем посёлке Кайдаки окружили и заставили сдать оружие один из отрядов гайдамаков. В течение 28 декабря 1917 (пока по железной дороге в город не прибыл бронепоезд с отрядом Красной гвардии), завод оставался организационным центром и опорным пунктом восставших.
29 декабря 1917 [11 января 1918] рабочие завода участвовали в установлении Советской власти в Екатеринославе, а в дальнейшем принимали участие в гражданской войне. В период становления Советской власти из рядов рабочих Брянки выдвинулись руководители революционного движения на Екатеринославщине, такие как П. Аверин, С. Гопнер, П. Яшин, М. Рухман, Г. Петровский и другие.
В 1918 году завод был национализирован.
После гражданской войны перед заводом была поставлена задача, в кратчайший срок наладить выпуск в первую очередь деталей для машин, проката, металлоконструкций и поковок. Уже в 1920 году на заводе начали работать литейные вагранки. В январе 1922 года начали действовать механический и литейный цехи, а в июне 1922 года выдала первую советскую плавку мартеновская печь № 4. Вступают в строй прокатные станы среднесортный № 5 и № 8, проволочный № 9, листопрокатный № 10, мелкосортный № 6.
К концу 1925 года восстановительные работы на заводе были полностью завершены и по состоянию агрегатов завод считался одним из лучших среди металлургических заводов «Югостали».
В 1925 году завод превысил уровень производства чугуна, стали и проката довоенного 1913 года.
Во второй половине 1920-х годов в ходе реконструкции завода на предприятии была установлена новая коксовая установка (производительностью 415 тыс. тонн кокса в год), переустроены и сданы в эксплуатацию доменная печь № 5 (выплавка которой была повышена с 310 до 410 тонн металла в сутки) и доменная печь № 2 (производительностью 500 тонн металла в сутки), начались ремонт и переделка мартеновских печей.
С 1927 года и до начала Великой Отечественной войны, завод непрерывно наращивал производство чёрных металлов для нужд страны.
В 1940 году объёмы производства заводом чугуна, стали и проката более чем в два раза превысили уровень 1913 года.
После начала Великой Отечественной войны в связи с приближением к городу линии фронта летом 1941 года оборудование завода было эвакуировано на восток и установлено на действующие заводы: Чусовский, Гурьевский, Орско-Халиловский и другие предприятия. Началась вторая жизнь оборудования Петровки под лозунгом «Всё для фронта, всё для победы».
Во время оккупации немецкие власти предпринимали усилия по восстановлению работы крупнейших заводов Днепропетровска, в начале 1942 года они приняли решение запустить завод имени Петровского. Проведение работ было поручено фирме Бормана, была отремонтирована одна маленькая мартеновская печь, но вскоре после запуска подпольщики перекрыли подачу газа и печь была выведена из строя «козлом» застывшего в ней металла. Кроме того, действовавшая под руководством электромонтёра Г. П. Савченко выпускала листовки, совершила ряд диверсий и уничтожила весь кабель, завезённый на завод им. Петровского и предназначенный для восстановления промышленных предприятий города. В результате, немцы были вынуждены отказаться от запуска крупных предприятий города и единственным производством на территории завода стал цех по производству мармелада, начавший работу в снарядном цеху.
Перед началом сражения за Днепропетровск разведчики 646-го стрелкового полка 152-й стрелковой дивизии РККА сумели установить расположение огневых точек в районе завода им. Петровского (превращённого в опорный пункт немецкой обороны). В ночь с 22 на 23 октября 1943 года бой на заводской территории начала разведгруппа сержанта В. Ф. Кузьмичёва, которая обеспечила переправу основных сил 646-го стрелкового полка, занявших заводскую территорию и продолживших наступление.
После освобождения Днепропетровска от немецко-фашистских захватчиков в октябре 1943 года начались работы по восстановлению разрушенного завода, корпуса которого были взорваны немцами. Спустя три дня начал работу первый объект — заводская котельная.
В первую очередь было решено пустить сортовой стан «550», толстолистовой и тонколистовой станы, затем рельсобалочный цех.
17 июля 1944 года первый восстановленный агрегат — мартеновская печь № 3 дала сталь, а 29 сентября 1944 года дала чугун доменная печь № 5.
Уже в 1944 году металлурги завода им. Петровского произвели на нужды обороны страны 38,6 тыс. т чугуна, 18,5 тыс. т стали и 8,5 тыс. т проката.
После окончания войны, учитывая общегосударственное значение, объёмы и сложность капитально-восстановительных работ, правительство СССР возложило восстановление металлургических заводов юго-западных областей СССР на Народный комиссариат строительства предприятий тяжёлой индустрии СССР.
В 1947 году завод впервые в стране освоил и отгрузил Горьковскому автозаводу первые 39 тонн периодического проката для передней оси автомобиля.
В июне 1948 года было завершено восстановление мартеновских печей, был полностью введён в строй третий мартеновский цех с двумя 200 т печами, а в 1949 году в нём был достигнут довоенный уровень производства.
В 1951 году завод превысил объёмы производства 1940 года, в этом же году выдала металл новая доменная печь № 2, которая была оснащена современными вагон-весами, загрузочными аппаратами, КИП и автоматикой.
В 1954 году вступил в строй проволочный стан «260», в два года была освоена его прокатная мощность. В этот период особенно большое внимание уделяется внедрению достижений науки и техники — особенно форсированному ходу доменных печей с увеличенным давлением под колошником и повышенной температурой дутья.
В 1956 году завод освоил выплавку кислородно-конвертерной стали при помощи продувки кислородом металла сверху.
В 1957 году в доменном производстве завода началось применение природного газа.
В 1958 году вступила в строй новая «Днепропетровская — Комсомольская» доменная печь № 3, которая 30 августа дала первый чугун и в этом же году началась реконструкция доменной печи № 5.
4 февраля 1966 года завод был награждён орденом Ленина.
В 1987 году, к столетию, завод был награждён орденом Октябрьской Революции.

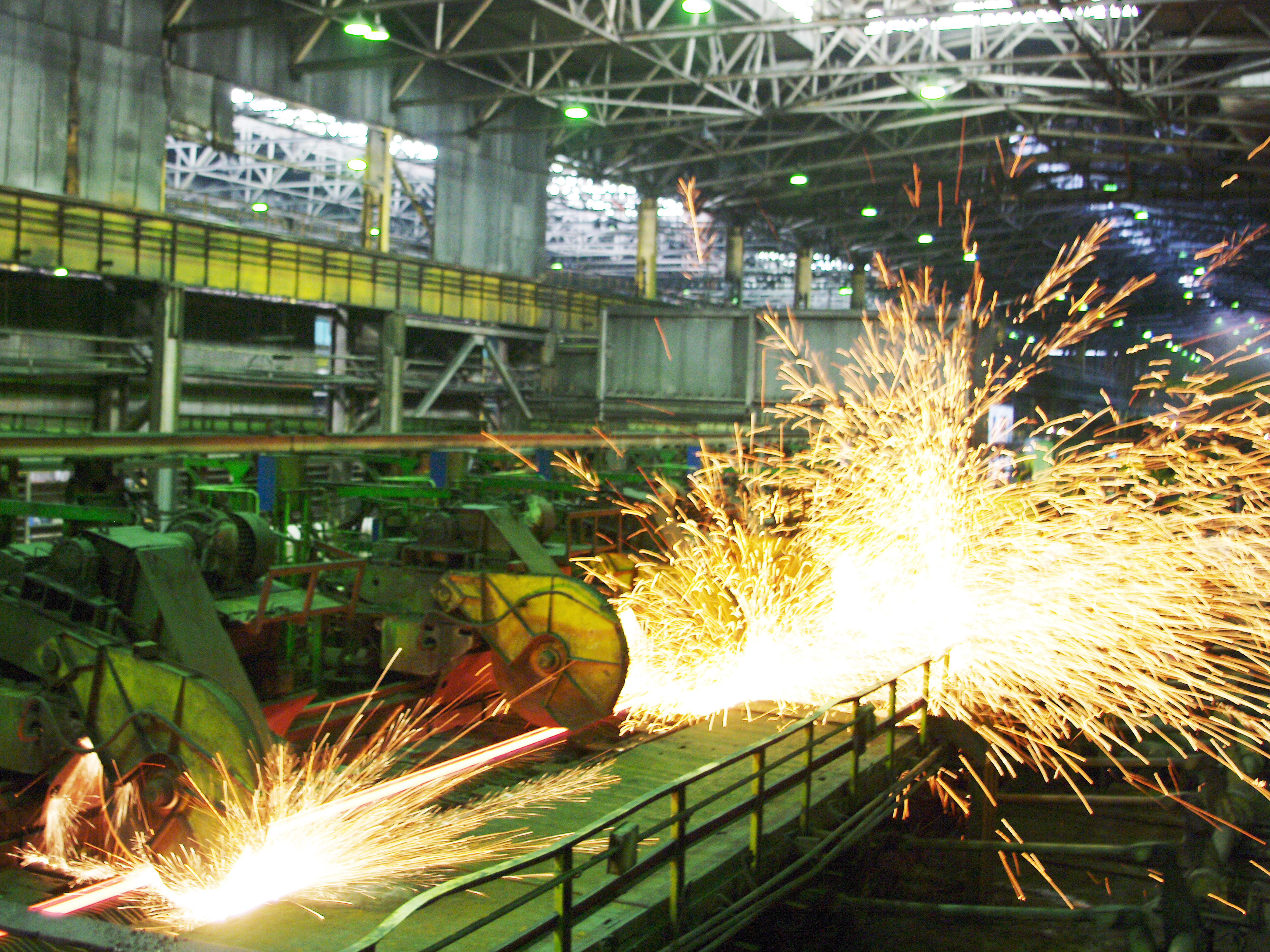
Порезка готовой продукции в прокатном цехе №2

На протяжении всего послевоенного периода металлургии завода совершенствовали технологические процессы производства, реконструировали и модернизировали существующее оборудование, улучшали технико-экономические показатели. За последние годы на заводе осуществлён ряд крупных мероприятий, направленных на механизацию и автоматизацию производства, расширение сортамента и объёма производства. К важнейшим следует отнести — повышение температуры дутья за счёт модернизации воздухонагревателей, реконструкция мартеновских печей № 9 и 10, внедрение безстопорной разливки стали, освоение выплавки трубного металла в конвертерном цехе, освоение набивной футеровки сталеразливочных ковшей и ряд других.

### После 1991
В июне 1996 года Кабинет министров Украины принял решение о приватизации завода в соответствии с индивидуальным планом приватизации предприятия.
В августе 1997 года завод был включён в перечень предприятий, имеющих стратегическое значение для экономики и безопасности Украины.
В 2004 году Международный институт чугуна и стали (IISI) включил Днепропетровский металлургический завод им. Петровского в перечень крупнейших производителей стали (по итогам 2003 года завод, выпустивший 3,2 млн тонн стали, занял 72-е место в мире по объёмам производства).
В декабре 2007 года пакет акций Днепропетровского металлургического завода им. Петровского у финансово-промышленной группы «Приват» приобрела международная горно-металлургическая компания Evraz Group. 2007 год завод завершил с убытком 14 млн гривен. Вступление Украины в ВТО в мае 2008 года и начавшийся в 2008 году экономический кризис осложнили положение завода, став причиной сокращения объёмов производства.

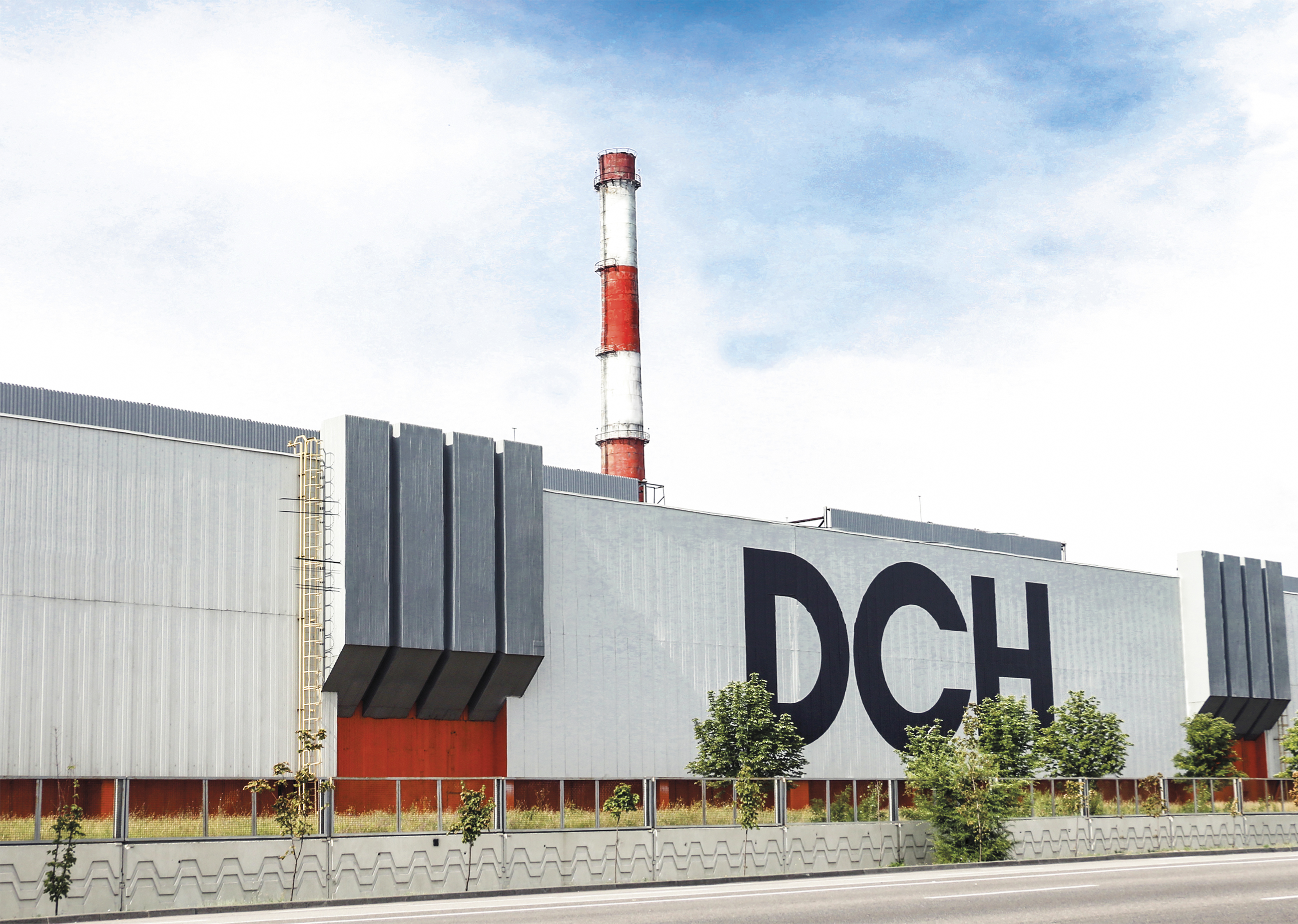
Цех с прокатным станом 550

1 ноября 2010 года завод переименован в ПАО «Евраз — ДМЗ им. Петровского». 1 мая 2016 года завод переименован в «ЕВРАЗ Днепровский металлургический завод» (ЕВРАЗ ДМЗ).
В марте 2018 года Днепровский металлургический завод приобрела группа DCH Александра Ярославского. В мае 2018 года завод был переименован в ЧАО «Днепровский металлургический завод».

## Современное состояние
В настоящее время на предприятии производится фасонный прокат: швеллер, уголок, рельсы и др. В состав завода входят: доменный, кислородно-конвертерный, рельсобалочный цеха, прокатный стан-550 и другие цеха, обеспечивающие бесперебойную и ритмичную работу основных металлургических агрегатов.
В январе 2022 года стало известно о приостановлении деятельности Днепровского металлургического завода.

## Объёмы производства
2019 г.
Кокс — 449 тыс. т
Чугун — 492 тыс. т
Сталь — 511 тыс. т
2020 г.
Кокс — 488 тыс. т
Чугун — 160 тыс. т
Сталь — 175 тыс. т

## Люди связанные с заводом
- Пузыревский, Антон Михайлович (1908 — 19??) — советский военачальник, полковник.
- Феленковский, Владимир Иосифович (?-1938) — главный инженер завода в 1933—1936 гг. В составе группы сотрудников завода награждён Орденом Ленина в этой должности.